# Rouleaux illustrés des événements funestes du temple de Kiyomizudera
Les Rouleaux illustrés des événements funestes du temple de Kiyomizudera (清水寺縁起絵巻, Kiyomizu-dera engi emaki) est un emaki japonais datant de 1517 à l’époque de Muromachi. Peint par Tosa Mitsunobu, il s’agit d’un exemple d’emaki tardif dans le style de l’école Tosa. L’œuvre est classée bien culturel important du Japon et est entreposé au musée national de Tokyo.

## Contexte

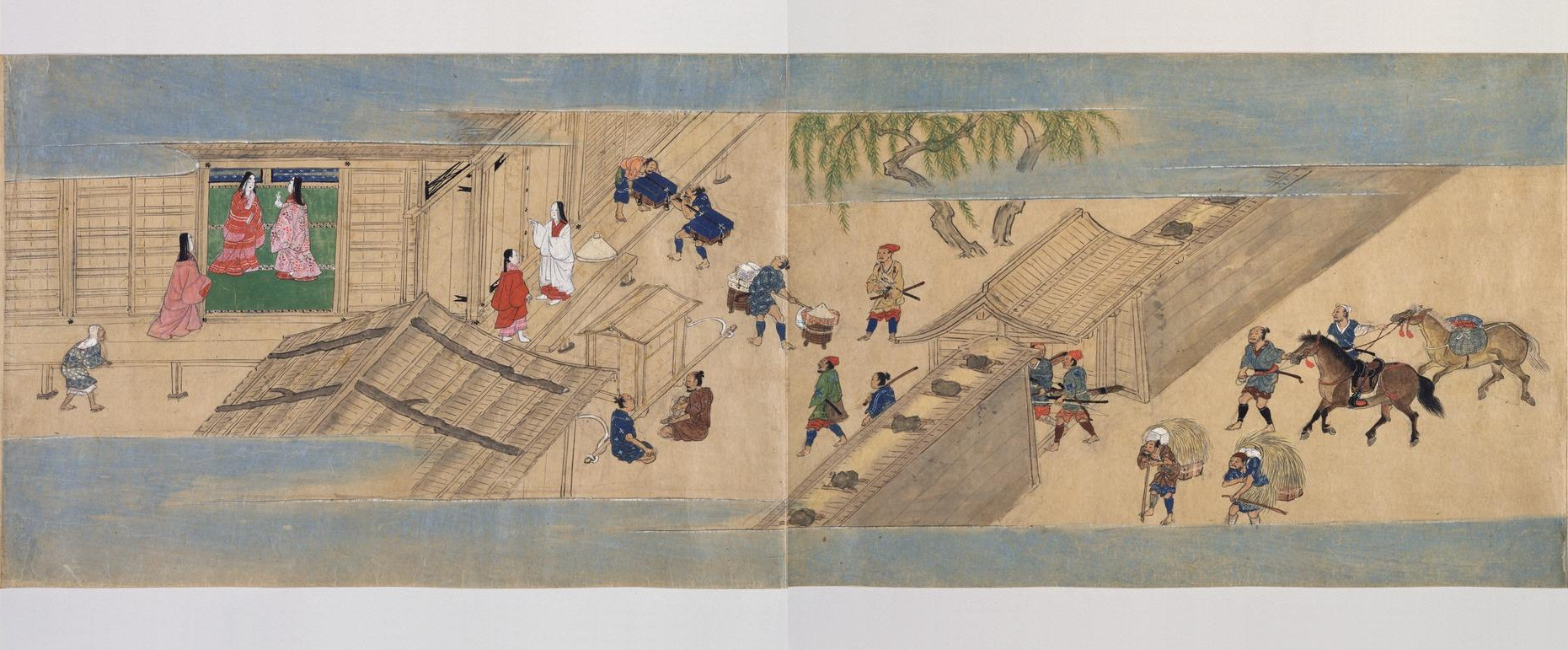
Scène de vie quotidienne (rouleau 3, section 7).

Apparu au Japon grâce aux échanges avec l’Empire chinois, l’art de l’emaki se diffusa largement auprès de l’aristocratie à l’époque de Heian (794–1185). Un emaki se compose d’un ou plusieurs longs rouleaux de papier narrant une histoire au moyen de textes et de peintures de style yamato-e. Le lecteur découvre le récit en déroulant progressivement les rouleaux avec une main tout en le ré-enroulant avec l’autre main, de droite à gauche (selon le sens d’écriture du japonais), de sorte que seule une portion de texte ou d’image d’une soixantaine de centimètres est visible. La narration suppose un enchaînement de scènes dont le rythme, la composition et les transitions relèvent entièrement de la sensibilité et de la technique de l’artiste. Les thèmes des récits étaient très variés : illustrations de romans, de chroniques historiques, de textes religieux, de biographies de personnages célèbres, d’anecdotes humoristiques ou fantastiques,…
La production des emaki est très soutenue durant l’époque de Kamakura (1185-1333), notamment en raison de l’émergence de nombreuses écoles bouddhiques qui alimentent le besoin en images religieuses. À partir de l’époque de Muromachi (1333–1573) qui suit, l’art des emaki s’essouffle quelque peu, leur réalisation devenant plus amateur et populaire. Plusieurs rouleaux à sujet religieux commandés par l’aristocratie restent cependant de relativement bonne facture durant cette époque, dont datent les Rouleaux illustrés des événements funestes du temple de Kiyomizudera,.

## Description
L’emaki se compose de trois rouleaux enluminés qui illustrent les origines légendées du temple Kiyomizudera de Kyoto, ainsi que des miracles qui lui sont associés. La fondation de cet important temple bouddhique au VIIIe siècle est attribuée à Sakanoue no Tamuramaro. Chaque rouleau est composé de onze sections présentant chacune une peinture précédée d’un texte narrant les événements, pour trente-trois sections au total en écho aux trente-trois formes de Kannon existantes dans la tradition japonaise.
Le premier rouleau (33,9 × 2 250,5 cm) raconte l’éveil du moine Enshin, les prémices de l’établissement du Kiyomizudera et une expédition militaire menée par Sakanoue no Tamuramaro contre les Emishi.

Le premier rouleau complet (cliquez pour agrandir ; attention, le sens de lecture est de droite à gauche).

Le second rouleau (33,9 × 1 896,8 cm) montre la victoire de Sakanoue no Tamuramaro grâce à l’intervention de divinités du tonnerre, puis son retour victorieux et sa mort. 

Le second rouleau complet (cliquez pour agrandir ; attention, le sens de lecture est de droite à gauche).

Le troisième rouleau (33,9 × 2 183,3 cm) montre divers miracles associés à la figure principale du temple, Kannon (Avalokiteśvara) à mille bras.

Le troisième et dernier rouleau complet (cliquez pour agrandir ; attention, le sens de lecture est de droite à gauche).

## Historique
L’emaki a été réalisé en 1517. Le peintre est Tosa Mitsunobu, tandis que les calligraphies sont de Sanjō Saneka et Kanroji Motonaga, et probablement d’autres personnes. Durant l’époque de Muromachi, l’école Tosa perpétue le style traditionnel de peinture yamato-e pour assurer les commandes de l’aristocratie.
L’œuvre est classée bien culturel important et est entreposée au musée national de Tokyo.

## Style

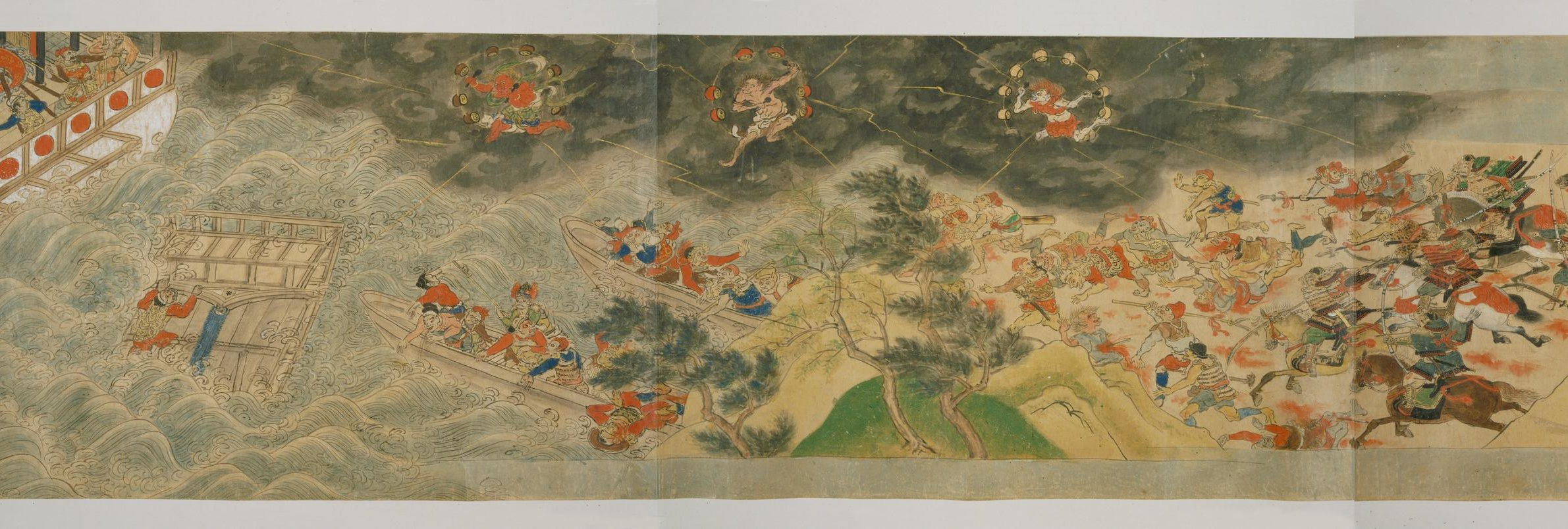
Fameuse scène de l’intervention des divinités du tonnerre contre les Emishi (rouleau 2, section 1).

L’emaki est réalisé dans le style yamato-e tardif de l’école Tosa, rappelant les emaki plus anciens du XIIe siècle au XIVe siècle. Les peintures font montre d’une grande minutie, avec une grande importance apportée tant aux fines lignes à l’encre qu’aux vives couleurs appliquées localement. Toutefois, les peintures de l’école Tosa souffrent aussi d’un certain classicisme ainsi que d’une exécution moins élégante que les œuvres plus anciennes.

## Historiographie
Il s’agit de la seule représentation picturale de l’expédition de Sakanoue no Tamuramaro contre les Emishi, ainsi qu’un document témoignant de la vision de ces événements au XVIe siècle.